# 토머스 브로디생스터
토머스 브로디생스터(영어: Thomas Brodie Sangster, 1990년 5월 16일~)는 영국의 배우이다. 그는 《러브 액츄얼리》와 《내니 맥피》, 《메이즈 러너》, 《왕좌의 게임》 등 다수의 영화에 출연한 것으로 유명하다. 현재는 영국에서 디즈니 채널의 TV 애니메이션 《피니와 퍼브》의 주인공 퍼브의 목소리 연기를 맡고 있다.

## 출연 작품
- 퀸스 갬빗 : 베니 와츠 역
- 메이즈 러너: 데스 큐어 - 뉴트 역
- 메이즈 러너 - 뉴트 역